# قناة أطفال ومواهب
قناة أطفال ومواهب هي قناة فضائية سعودية شع نورها على الفضائيات في مارس عام 2012 عبر القمر الصناعي نايل سات .. بإدارة إبراهيم أبو جبل والقناة هي جزء من فرقة أطفال ومواهب أول فرقة استعراضية بالمملكة العربية السعودية خاصة بالطفل والأسرة تأسست عام 2000 ميلادي واستمرت على انغام اناشيد طفولية تعليمية بمختلف المواضيع، حيث شاركت الفرقة في ارب قوت تالنت في موسمه الأول، ومن بعدها توسعت الفرقة الى قناة فضائية وبدأ البث المباشر للقناة بكليبات مصورة وبرامج مباشرة ومسجلة تعرض 24 ساعة على القناة.

## الأناشيد
قدمت أطفال ومواهب على مدى 20 عاما منذ تأسيس الفرقة أناشيد توعوية هادفة متنوعة المواضيع وبلغة مفهومة للطفل، وأيضا توصل المعلومة لاسرة الطفل.

## تحويلها من SD الى HD جودة عالية
في يوليو 2019 تمت إعادة برمجتها لتكون جودتها جودة عالية HD و نالت استحسان الجميع بجودتها العالية

## البرامج
- احلى صوت طفولي
- برنامج المواهب
- بيت الزهور
- احلى مذيع و مذيعة
- جولة اطفال
- اربح مع توب سنتر
- ليالي رمضان
- البث المفتوح من مقر القناة

## البرامج والمسلسلات المسجلة
- يوميات طفلة
- نجم على الهواء
- يوميات صغار
- بنات كوم
- بيت البنات
- الزهرات في شهر الخيرات
- الفرق بين الصورتين
- فوازير صغار 2022[1]
- فوازير صغار 2023[2]
- فوازير صغار 2024[3]
- فوازير صغار 2025[4]

## الألبومات
في بداية انطلاقة القناة الفضائية انتجت اطفال ومواهب بعض الالبومات بيعت في السعودية ودول الخليج و حققت نسبة مبيعات و بعدها توجهت لانتاج الاعمال المفردة وكانت بعض الالبومات :
- ألبوم ليش فتحتي شنطتي 2013
- ألبوم صادوه 2013

## الحفلات الفنية
قدمت اطفال ومواهب حفلات متنوعة في انحاء المملكة العربية السعودية بمختلف مدنها و محافظاتها مثل
- جازان ( وهي المقر الرئيسي للقناة )
- الرياض
- العلا
- جدة
- الشرقية ( الدمام - الخبر - الاحساء )
- مكة المكرمة
- المدينة المنورة
- عسير ( أبها - محايل عسير - خميس مشيط ) .. يجدر بالذكر ان اول حفلة رسمية للفرقة انطلقت من مدينة ابها
- الطائف
- تبوك
- القصيم
- الباحة
- الخرج
- بيشة
- نجران
- ينبع
- حفر الباطن
- القوز
- المخواة
- حائل
- نجران
- شرورة
- نمرة
- ابو عريش
- صامطة
- بيش
- صبيا
- احد المسارحة
- المجاردة
- بارق
- قنا
- الدوادمي
- سبت العلايا

و شاركت في مختلف المناسبات السعودية منذ تأسيس الفرقة وحتى الان ..
و لها حفلة خارج المملكة في دولة قطر كانت برعاية جمعية الثقافة والفنون عام 2013

## اطفال ومواهب على جهاز ابل TV
في بداية عام 2020 تم التعاون بالاشتراك مع شركة ابل لعرض القناة الفضائية عبر جهازها الحصري و العالمي لتبث بشكل يومي على القناة بحيث يستطيع الجمهور متابعة القناة في اي دولة كان وعبر جهازه المحمول

## نجوم القناة الحاليين
| اميرة عبده  | زهور جداوي                           |
| الين ابوجبل | ابتهال ابوجبل                        |
| ايلان حكمي  | غرام ابوجبل                          |
| شذى جريبي   | شهد جداوي                            |
| جمان        | مرام                                 |
| اريام عبده  | ليلى الجداوي                         |
| روان مرير   | رويدا محمد (نجمة تميز من خارج جازان) |

مع النجم الصغير حمد ابراهيم ابوجبل

## زهرات الفرقة الاشهر على مدى الفرقة
جميع الزهرات التالي ذكرهم ودعوا القناة بحفلات وداعية تكريما لجهودهم المثمرة و تميزهم خلال سنوات النجومية في ميدان القناة
- الجوري ابراهيم ابوجبل[7]
- مها ابوجبل[8]
- رهف مصيري[9]
- تالا زيلع[10]
- عفاف البارقي[11]
- وسام عقيل[12]

## قائمة بأعلى الكليبات مشاهدة علىاليوتيوب
| الكليب            | عدد المشاهدات    | سنة الاصدار |
| ----------------- | ---------------- | ----------- |
| يا ليت يا بابا لو | 52 مليون مشاهدة  | 2013        |
| باص المدرسة       | 27 مليون مشاهدة  | 2014        |
| كليب وداع ليلى    | 27 مليون مشاهدة  | 2015        |
| كليب لك الوفاء    | 19 مليون مشاهدة  | 2018        |
| مها الاسطورة      | 11 مليون مشاهدة  | 2015        |
| هلت سنتها السابعة | 11 مليون مشاهدة  | 2018        |
| شمعة سادس عام     | 7.8 مليون مشاهدة | 2017        |
| جانا العيد        | 7.3 مليون مشاهدة | 2014        |
| وداع تالا         | 7.3 مليون مشاهدة | 2017        |
| على وين يا بابا   | 7.1 مليون مشاهدة | 2020        |
| وافى العيد        | 6.5 مليون مشاهدة | 2016        |
| قناتي الغالية     | 5.7 مليون مشاهدة | 2018        |
| خطوة خطوة         | 4.9 مليون مشاهدة | 2014        |
| مرت ثلاث اعوام    | 3.7 مليون مشاهدة | 2015        |
| ابدعتي يا اختي    | 2.7 مليون مشاهدة | 2021        |
| الأرقام           | 1.7 مليون مشاهدة | 2019        |
| بالألوان          | 985 الف مشاهدة   | 2019        |
| ابتسم وجه الزمان  | 897 الف مشاهدة   | 2014        |

## الجوائز و الدروع
1. درع اليوتيوب لمئة الف مشترك عبر القناة الرسمية  الدرع الفضي (2016)
2. درع اليوتيوب لمليون مشترك عبر القناة الرسمية  الدرع الذهبي (2021) 
 [31]
3. درع اليوتيوب لمئة الف مشترك في قناة الكواليس  الدرع الفضي (2018)